# Élections législatives de 1967 dans l'Orne
Les élections législatives françaises de 1967 se déroulent les 5 et 12 mars 1967.  Dans le département de l'Orne, trois députés sont à élire dans le cadre de trois circonscriptions.

## Élus
| Circonscription | Député sortant   | Parti | Parti   | Député élu ou réélu | Parti | Parti |
| --------------- | ---------------- | ----- | ------- | ------------------- | ----- | ----- |
| 1re             | Louis Terrenoire |       | UNR-UDT | Louis Terrenoire    |       | UD-Ve |
| 2e              | Ernest Voyer     |       | UNR-UDT | Roland Boudet       |       | CD    |
| 3e              | Émile Halbout    |       | MRP     | Émile Halbout       |       | CD    |

## Résultats

### Résultats à l'échelle du département
| Parti          | Parti                                           | Premier tour | Premier tour | Second tour | Second tour | Sièges |
| Parti          | Parti                                           | Voix         | %            | Voix        | %           | Sièges |
| -------------- | ----------------------------------------------- | ------------ | ------------ | ----------- | ----------- | ------ |
|                | Union des démocrates pour la Ve République      | 34 480       | 26,04        | 15 710      | 18,04       | 1      |
|                | Républicains indépendants                       | 22 364       | 16,89        | 19 077      | 21,91       | 0      |
|                | Union des républicains de progrès               | 56 844       | 42,93        | 34 787      | 39,94       | 1      |
|                |                                                 |              |              |             |             |        |
|                | Section française de l'Internationale ouvrière  | 11 255       | 8,50         | 7 477       | 8,59        | 0      |
|                | Convention des institutions républicaines       | 5 626        | 4,25         | 7 537       | 8,65        | 0      |
|                | Fédération de la gauche démocrate et socialiste | 16 881       | 12,75        | 15 014      | 17,24       | 0      |
|                |                                                 |              |              |             |             |        |
|                | Progrès et démocratie moderne                   | 47 260       | 35,69        | 37 287      | 42,82       | 2      |
|                | Parti communiste français                       | 11 422       | 8,63         |             |             | 0      |
|                |                                                 |              |              |             |             |        |
| Inscrits       | Inscrits                                        | 166 915      | 100,00       | 112 521     | 100,00      | 3      |
| Abstentions    | Abstentions                                     | 30 376       | 18,2         | 23 841      | 21,19       |        |
| Votants        | Votants                                         | 136 539      | 81,8         | 88 680      | 78,81       |        |
| Blancs et nuls | Blancs et nuls                                  | 4 132        | 3,03         | 1 592       | 1,8         |        |
| Exprimés       | Exprimés                                        | 132 407      | 96,97        | 87 088      | 98,2        |        |

### Résultats par circonscription

#### Première circonscription (Alençon)
|                | Louis Terrenoire sortant réélu | UD-Ve          | 22 349 | 50,78  |  |  |  |
|                | Jean Cren                      | CD (PDM)       | 13 173 | 29,93  |  |  |  |
|                | Henri Alexandre                | FGDS (SFIO)    | 5 075  | 11,53  |  |  |  |
|                | Marcel Delaunay                | PCF            | 3 411  | 7,75   |  |  |  |
|                |                                |                |        |        |  |  |  |
| Inscrits       | Inscrits                       | Inscrits       | 54 394 | 100,00 |  |  |  |
| Abstentions    | Abstentions                    | Abstentions    | 8 891  | 16,35  |  |  |  |
| Votants        | Votants                        | Votants        | 45 503 | 83,65  |  |  |  |
| Blancs et nuls | Blancs et nuls                 | Blancs et nuls | 1 495  | 3,29   |  |  |  |
| Exprimés       | Exprimés                       | Exprimés       | 44 008 | 96,71  |  |  |  |

#### Deuxième circonscription (Mortagne-au-Perche - L'Aigle)
| Candidat       | Candidat             | Parti          | Premier tour | Premier tour | Second tour | Second tour |  |
| Candidat       | Candidat             | Parti          | Voix         | %            | Voix        | %           |  |
| -------------- | -------------------- | -------------- | ------------ | ------------ | ----------- | ----------- |  |
|                | Ernest Voyer sortant | UD-Ve          | 12 131       | 30,65        | 15 710      | 40,19       |  |
|                | Roland Boudet élu    | CD (PDM)       | 10 298       | 26,02        | 15 835      | 40,51       |  |
|                | Joseph Camus         | FGDS (CIR)     | 5 626        | 14,21        | 7 537       | 19,28       |  |
|                | Henri Olivier        | CNIP           | 5 168        | 13,05        | Retrait     | Retrait     |  |
|                | Philippe Siguret     | RI             | 3 488        | 8,81         |             |             |  |
|                | Gilles Dubourg       | PCF            | 2 867        | 7,29         |             |             |  |
|                |                      |                |              |              |             |             |  |
| Inscrits       | Inscrits             | Inscrits       | 51 041       | 100,00       | 51 041      | 100,00      |  |
| Abstentions    | Abstentions          | Abstentions    | 10 293       | 20,17        | 11 032      | 21,61       |  |
| Votants        | Votants              | Votants        | 40 748       | 79,83        | 40 009      | 78,39       |  |
| Blancs et nuls | Blancs et nuls       | Blancs et nuls | 1 170        | 2,87         | 927         | 2,32        |  |
| Exprimés       | Exprimés             | Exprimés       | 39 578       | 97,13        | 39 082      | 97,68       |  |

#### Troisième circonscription (Argentan - Flers)
| Candidat       | Candidat                    | Parti          | Premier tour | Premier tour | Second tour | Second tour |  |
| Candidat       | Candidat                    | Parti          | Voix         | %            | Voix        | %           |  |
| -------------- | --------------------------- | -------------- | ------------ | ------------ | ----------- | ----------- |  |
|                | Jean de Vimal du Bouchet    | RI             | 18 876       | 38,66        | 19 077      | 39,74       |  |
|                | Émile Halbout sortant réélu | CD (PDM)       | 18 621       | 38,14        | 21 452      | 44,69       |  |
|                | Yves Martin                 | FGDS (SFIO)    | 6 180        | 12,66        | 7 477       | 15,58       |  |
|                | Lucien Châtelais            | PCF            | 5 144        | 10,54        |             |             |  |
|                |                             |                |              |              |             |             |  |
| Inscrits       | Inscrits                    | Inscrits       | 61 480       | 100,00       | 61 480      | 100,00      |  |
| Abstentions    | Abstentions                 | Abstentions    | 11 192       | 18,2         | 12 809      | 20,83       |  |
| Votants        | Votants                     | Votants        | 50 288       | 81,8         | 48 671      | 79,17       |  |
| Blancs et nuls | Blancs et nuls              | Blancs et nuls | 1 467        | 2,92         | 665         | 1,37        |  |
| Exprimés       | Exprimés                    | Exprimés       | 48 821       | 97,08        | 48 006      | 98,63       |  |